# Йежи Гедройч
Йѐжи Владѝслав Гѐдройч (на полски: Jerzy Władysław Giedroyc) е полски писател и политически активист.

## Биография и творчество

### Ранни години
Йежи Гедройч е наследник на стар литовски род. Роден на 27 юли 1906 г. в Минск. Учи в Москва, където става свидетел на Октомврийската революция. През 1919 г. заедно със семейството си пристига във Варшава, където учи в елитната гимназия „Ян Замойски“. През 1924 г. се записва в Юридическия факултет на Варшавския университет, от 1929 г. следва и история.
Още като студент работи в рекламния отдел на Полската телеграфна агенция. През 1928 г. постъпва в пресцентъра на Министерски съвет. През 1934 г. става секретар на заместник-министъра на земеделието Рогер Рачински. През 1930 г. поема редакцията на списание „Академичен ден“, което през 1933 г. е преименувано на „Бунт на младите“, а през 1937 г. – на „Политика“.

### Втората световна война
В нощта на 4 срещу 5 септември 1939 г. Йежи Гедройч напуска Варшава. Установява се в Букурещ, където работи в полското посолство, а след неговото закриване – в чилийското. През 1942 г. поема Бюрото за пропаганда и култура на Втори корпус на полската армия, където редактира седмичника „Бял орел“.

### Римски период
Непосредствено след войната Гедройч се установява в италианската столица. С подкрепата на ген. Андерс заедно с Густав Херлинг-Груджински, Зигмунт и Зофия Херц основава Литературен институт през 1946 г. и започва да разгръща издателска дейност. През лятото на 1947 г. излиза първият брой на списание „Култура“.

### Мезон Лафит
След ликвидирането на полската армия екипът на Гедройч решава да се пренесе във Франция, където е съсредоточена значителна част от полската емиграция. В Мезон Лафит, предградие на Париж, е съсредоточена редакцията на „Култура“, която се превръща в най-значимото полско емигрантско издание. Към Гедрйч се присъединяват брат му, Хенрик, и Юзеф Чапски. През 1953 г. започват да излиза издателската серия Библиотека „Култура“, а от 1962 – специализираното издание „Исторически тетрадки“ („Zeszyty Historyczne“). В къщата в Мезон Лафит намират убежище поляци, които избират живота в емиграция пред идеологическите ограничения, наложени на творците в ПНР. „Редакторът“, както е известен Гедройч, поддържа активна кореспонденция със своите сътрудници, сам подбира материалите и подготвя отделните броеве на „Култура“, търси източници на средства за издаване на списанието и контакти с международните интелектуални кръгове. Той е част от редколегията на руското дисидентско списание „Континенти“ и украинското издание „Виднова“.
Йежи Гедройч умира на 14 септември 2000 г. Със завещанието си основава Дружеството „Литературен институт „Култура“, чиято задача е да се грижи за архива на редакцията на „Култура“, включващ ценна библиотечна сбирка, документи, свързани с дейността на издателството, материали за най-новата история на Централна и Източна Европа.

## Издателска дейност

### „Култура“
Списание „Култура“ започва да излиза през 1947 г. в Рим. Вторият двоен брой (2 – 3) излиза във Франция през есента на същата година, а списанието става месечник. През целия период на съществуването си изданието се стреми да запази своята финансова и идейна независимост, разчита на сериозна подкрепа от страна на читателите. Около изданието се съсредоточават някои от най-талантливите публицисти и политически анализатори (Константи Йеленски, Юлиуш Мерошевски, Леополд Унгер и др.), които формират съвременната полска политическа мисъл. Едно от най-важните постижения на кръга около „Култура“ е утвърждаването на доктрината УЛБ (Украйна – Беларус – Литва), която настоява за подкрепа на движенията за независимост на трите държави, отказ от териториални претенции върху Вилнюс и Лвов и установяване на добросъседски отношения, които да гарантират развитието на демократичните процеси в региона. Списанието има огромно значение и за формирането на демократична опозиция в ПНР. То е внасяно нелегално в страната, а редакцията оказва подкрепа на профсъюза „Солидарност“ и на независимите нелегални издателства през 80-те години. Издадени са 637 броя на списанието, като по волята на Редактора публикуването му спира след неговата смърт.

### Библиотека „Култура“
Списание „Култура“ помества текстове както на писатели-емигранти, така и на творци, избрали да останат в Полша, като по този начин се превръща в мост между двата големи клона на полската литература след Втората световна война. Мащабният издателски проект Библиотека „Култура“ стартира през 1953 г. и 378 позиции. Гедройч подпомага полски писатели в емиграция, като им осигурява финансова подкрепа и възможност да публикуват на своя роден език. Сред авторите, които са част от постоянния кръг около Литературния институт, са някои от най-важните имена на съвременната полска литература: Чеслав Милош, Витолд Гомбрович, Густав Херлинг-Груджински. Важно място заемат и преводите, благодарение на които полският читател се запознава с важни текстове като „1984“ на Джордж Оруел и „Доктор Живаго“ на Борис Пастернак.